# Ricard Català Marsal
Ricard Català Marsal (Falset segle xix - ? segle XX) va ser un poeta, periodista i editor català.
Vinculat al grup de joves que formaven la Colla modernista de Reus i amic personal de Josep Aladern, el fundador del grup, va incorporar-se al corrent modernista que considerava la poesia com a model per a la renovació cultural. Amb Josep Aladern va viatjar a València i a Madrid, on Aladern es va iniciar en l'ofici d'impressor. Després d'una curta estada a Barcelona, a finals de 1891 van fundar els dos amics, a Falset, la "Biblioteca Lo Modernisme: galeria d'autors innovadors", de curta durada, però on Ricard Català va publicar el recull Boca de Infern: poema líric, imprès per Aladern a la Impremta La Saura d'Alcover. Va col·laborar a les revistes modernistes que la Colla publicava a Reus: Reus Artístich (1890), La Gent del Llamp (1893), i La Nova Cathalunya (1896), la revista més important del Grup modernista a Reus, que Aladern havia començat a editar a Sitges. Amb l'Aladern i alguns membres dels modernistes reusencs va participar en les activitats modernistes de Santiago Rusiñol i en la defensa de Jacint Verdaguer durant el seu conflicte amb la jerarquia eclesiàstica. Anà a viure a Barcelona i col·laborà a les revistes Lo Teatro Regional, L'Atlàntida i a l'última etapa de L'Aureneta.